# Vaugrigneuse

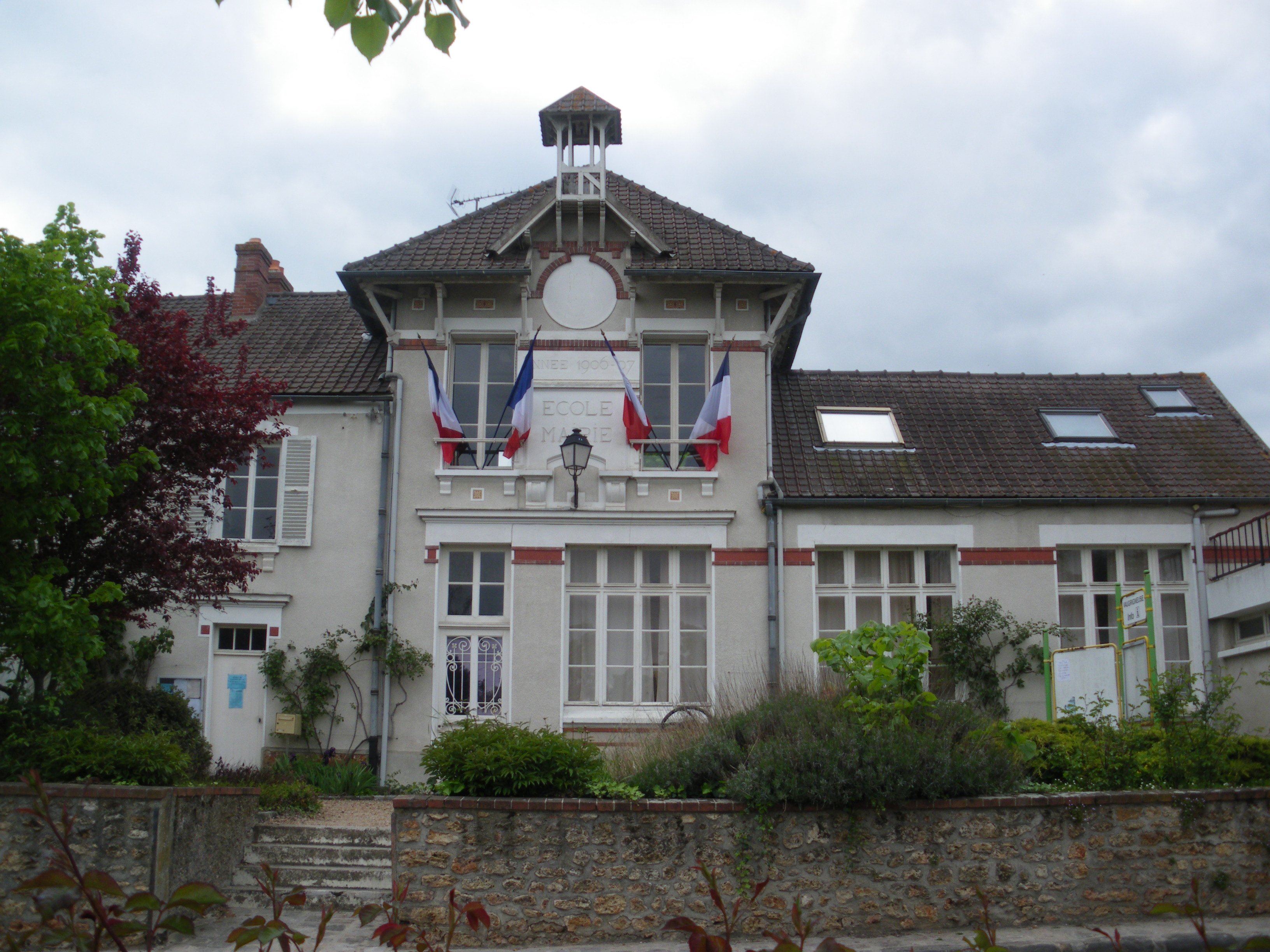
Gemeentehuis

Vaugrigneuse is een gemeente in het Franse departement Essonne (regio Île-de-France) en telt 1180 inwoners (2005). De plaats maakt deel uit van het arrondissement Palaiseau.

## Geografie
De oppervlakte van Vaugrigneuse bedraagt 6,1 km², de bevolkingsdichtheid is 193,4 inwoners per km².
De onderstaande kaart toont de ligging van Vaugrigneuse met de belangrijkste infrastructuur en aangrenzende gemeenten.

## Demografie
Onderstaande figuur toont het verloop van het inwonertal (bron: INSEE-tellingen).